# Premio Aleksis Kivi
El Premio Aleksis Kivi es un premio a la obra de una vida, otorgado por la Sociedad de Literatura Finesa, destinado a patrocinar la literatura en idioma finés.
Actualmente el premio se entrega cada 3 años y su cuantía es de 14.700 euros.

## Ganadores
| - 1936 Otto Manninen - 1937 Francisco Emilo Sillanpää - 1938 Maria Jotuni (Kaarlo Sarkia) - 1939 V.A. Koskenniemi (Ilmari Kianto) - 1940 Maila Talvio (Yrjö Jylhä) - 1941 Larin Kyösti - 1942 Aino Kallas - 1943 Martti Merenmaa - 1944 L. Onerva - 1945 Toivo Pekkanen - 1946 Aaro Hellaakoski - 1947 Mika Waltari - 1948 Einari Vuorela - 1949 Viljo Kojo - 1950 Ilmari Kianto - 1951 Heikki Toppila - 1952 Yrjö Jylhä - 1953 Lauri Viljanen | - 1954 P. Mustapää - 1955 Aale Tynni - 1956 Lauri Viita - 1957 Lauri Pohjanpää - 1958 Helvi Hämäläinen - 1959 Viljo Kajava - 1960 Väinö Linna - 1961 Eeva-Liisa Manner - 1962 Juha Mannerkorpi - 1963 Matti Hälli - 1964 Arvo Turtiainen - 1965 Eila Pennanen - 1966 Paavo Haavikko - 1967 Eeva Joenpelto - 1968 Elina Vaara - 1970 Veikko Huovinen - 1972 Veijo Meri - 1974 Pentti Saarikoski | - 1976 Tuomas Anhava - 1978 Antti Hyry - 1981 Eila Kivikk'aho - 1984 Eino Säisä - 1987 Sirkka Selja - 1990 Hannu Salama - 1993 Kerttu-Kaarina Suosalmi - 1996 Erno Paasilinna - 1999 Martti Joenpolvi - 2002 Aila Meriluoto - 2005 Sirkka Turkka - 2006 Lassi Nummi - 2009 Antti Tuuri - 2012 Kirsi Kunnas - 2013 Leena Krohn - 2016 Pirkko Saisio - 2017 Eeva Kilpi - 2020 Helena Sinervo |